# Rue des Poulies
La rue des Poulies est une ancienne voie publique de l'ancien 4e arrondissement de Paris, devenu 1er arrondissement. Cette rue a disparu lors du percement de la rue du Louvre.

## Situation
Située dans l'ancien 4e arrondissement de Paris, quartier Saint-Honoré, cette voie commençait, en 1817, au 2, rue d'Angiviller et se terminait aux 133-135, rue Saint-Honoré, le côté impair situé entre la rue des Fossés-Saint-Germain-l'Auxerrois et la rue d'Angiviller ayant déjà été absorbé par la place d'Iéna et le côté pair ayant pris la numérotation et le nom de cette place.
Les numéros de la rue étaient noirs. Le dernier numéro impair était le no 17 et le dernier numéro pair était le no 18.

## Origine du nom
Plusieurs hypothèses ont été émises sur l'origine de son nom :
- selon Sauval et Edgar Mareuse[3], le nom de la rue viendrait d'un jeu, le jeu dit des Poulies, jeu à la mode au début du Moyen Âge, pratiqué à l'hôtel d'Alençon et qui était encore en usage en 1343[4],[5] ;
- selon l'historien Jaillot, la rue doit son nom à Edmond de Poulie qui y aurait possédé une grande maison avec un grand jardin dans cette rue, qu'il aurait vendu à Alphonse comte de Poitiers[4],[5] ;
- Jacques Hillairet considère les hypothèses précédentes comme peu vraisemblables et préfère comme origine les poulies à draps qui servaient à effectuer le « ramage » des tissus[5].

## Historique
La rue des Poulies est attestée par un contrat de vente de 1205,. 
Cette voie est citée dans Le Dit des rues de Paris de Guillot de Paris sous la forme « rue des Poulies ».
Au XIVe siècle, la rue des Poulies relie la rue Saint-Honoré aux quais de la Seine. Cependant, la partie méridionale de la rue, entre la rue des Fossés-Saint-Germain-l'Auxerrois et la Seine, a pris d'autres noms. Cette partie de la rue a été nommée en 1292 « rue Jehan d'Évront » et, de 1341 à 1353, « rue du Noyer » ou « rue de Nouier », tirant ce nom l'enseigne d'une maison ; au XVe siècle, cette partie de la rue devint la « rue de Bourbon » ou la « rue du Petit-Bourbon », les jardins de l'hôtel de Bourbon donnant sur cette rue.
Elle est citée sous le nom de « rue des Poullies », dans un manuscrit de 1636 dont le procès-verbal de visite, en date du 22 avril 1636, indique qu'elle est « salle, boueuse et remplie d'immundices et de plus avons particulièrement veu quantité de fumiers compiliez avec boues, qui arrestent le cours des eaues des ruisseaux ».
En 1702, la voie, qui fait partie du quartier du Louvre, comporte 26 maisons et 9 lanternes.
C'est dans cette rue qu'un certain Boulanger dit Champ d'oiseau (ou Chantoiseau) installe en 1765 une boutique qualifiée de « restaurant », et considérée comme le premier restaurant à prix fixe de Paris. On y servait des bouillons reconstituants d'un prix abordable. Denis Diderot y fait allusion dans sa correspondance,.
En 1770, les hôtels situés rue des Poulies et faisant face au Louvre sont détruits pour créer la place du Louvre, qui est ensuite agrandie en 1854 en détruisant des maisons sur le côté est de la rue des Poulies.
Une décision ministérielle du 17 frimaire an XI (8 décembre 1802), signée Chaptal, fixe la largeur de cette voie à 10 mètres.
Après le prolongement de la rue de Rivoli décidé en 1848, la rue des Poulies commence désormais au niveau des 154-156, rue de Rivoli et se termine rue Saint-Honoré, au niveau des nos 133-135, le dernier numéro impair de la rue étant le 17 et le dernier pair le 18. Sa longueur est alors de 84 m. Peu après, dans le cadre du projet urbain décidé par le baron Haussmann, cette rue disparaît lors du percement de la rue du Louvre.
Le photographe Charles Marville prit de nombreux clichés de cette rue que l'on retrouve entre autres dans son Album du Vieux-Paris (1865).
L'hôtel de Vaucouleurs (aussi nommé hôtel de Créqui, ou de Cypières) se trouvait dans cette rue. En face de cet hôtel habitait le compositeur Jean-Baptiste Barrière (1707-1747).